# Caecilia antioquiaensis
Caecilia antioquiaensis é uma espécie de anfíbio gimnofiono, nativa da Colômbia. Conhecida apenas na sua localidade-tipo, no Departamento de Antioquia, na Colômbia. O seu habitat é subterrâneo, em floresta tropical.